# اورس زیمرمن
اورس زیمرمن (انگلیسی: Urs Zimmermann؛ زادهٔ ۲۹ نوامبر ۱۹۵۹) دوچرخه‌سوار اهل سوئیس است.